# Yaqui
Yaqui (Yoeme), pleme Taracahitian Indijanaca, uža grupa Cahita, iz meksičke države Sonora, nastanjeno duž rijeke Rio Yaqui, a u novije vrijeme i znatan dio u američkoj državi Arizona. Yaqui su najpoznatiji po svome neprijateljstvu prema Meksiku protiv kojega su vodili duge i ogorčene borbe. U kasnom 19. stoljeću pod vodstvom Porfiria Díasa nemilosrdno su progonjeni i mnogi su tada prodani na rad na plantažama Yucatána i Quintane Roo, udaljenih preko 2,000 milja od Sonore. Neki od Yaquija su uspjeli pobjeći i pješice se vratiti kući u Sonoru. Meksički government tada je raselio Yaquije širom Meksika, a mnogi su emigrirali u Arizonu. Indijanci Yaqui ni dan danas nisu priznati kao suvereni meksički narod. 
Yaqui su po svome zanimanju ratari i poznati tkalci. Nastambe Yaquija iz domorodačkog doba bile su konstruirane od ćerpiča (adoba) i trske, s ravnim krovom od trave i gline. Postojao je i običaj zamijene žena dok nisu prešli na kršćanstvo (A.A. Macerlean). Od svoje kulture sačuvali su tradicionalni Danza del venado (Deer Dance, ili ples jelena). Rana populacija iznosila im je oko 40,000; danas ih u SAD ima oko 6,000. Prema UN-u 2006. u Meksiku ih ima 17,000.
- Cajemé
- Cajemé
- Yaqui zastava

## Vanjske poveznice
- The Great Yaqui Nation  Arhivirana inačica izvorne stranice od 29. rujna 2011. (Wayback Machine)
- Yaqui Indians
- Yaqui: A Short History